# Occidozyga floresiana
Occidozyga floresiana es una especie  de anfibios de la familia Dicroglossidae.

## Distribución geográfica
Se encuentra en la isla de Flores (Indonesia).  